# Велика мечеть (Кувейт)

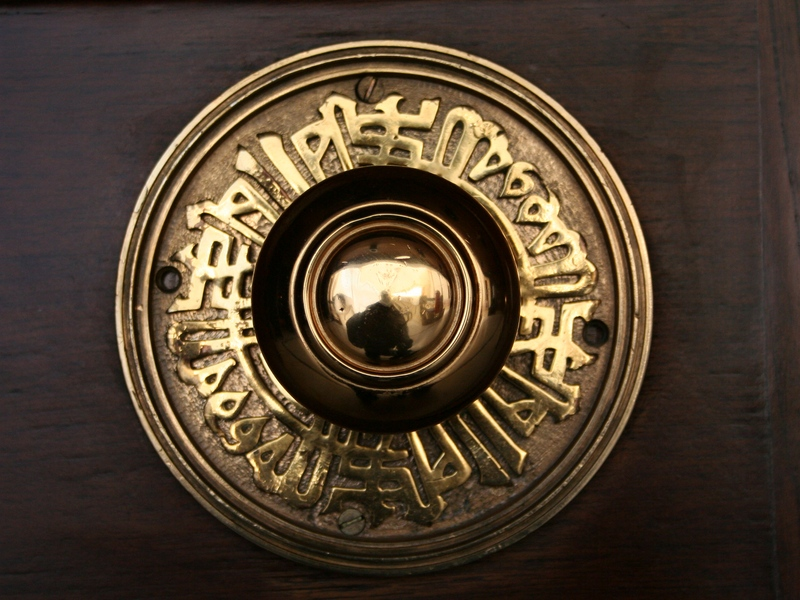
Орнаментована ручка однієї з тикових дверей мечеті

Велика мечеть — найбільша мечеть у Кувейті. Будівництво тривало у 1979-1986.

## Опис
Територія має 45 000 м², з яких будівля безпосередньо покриває 20 000 м². На решті території розбитий сад з безліччю квітів, плантації, пальми, фонтани та водоспади. На східній стороні є велике внутрішній двір з обсягом шість тисяч п'ятсот квадратних метрів. Головний молитовний зал 72 метри завширшки з обох боків, має 21 тикові двері та 144 вікна. Купол мечеті складає 26 метрів у діаметрі, а мінарет 43 метри заввишки і прикрашений 99 іменами Бога [Аллах].
Велика Мечеть може розмістити до 10 000 чоловіків у головному молитовному залі, жінок до 950.
На території мечеті є бібліотека, автостоянка з 5 рівнями, розташована нижче за східний внутрішній двор, вона може вмістити до п'ятисот п'ятдесяти автомобілів, з ліфтами, що забезпечують доступ до верхніх залів та громадських областей.

## Історія
Мечеть побудована і відкрита шейхом Джабером Аль-Ахмед аль-Сабахом, який заснував мечеть у місті Кувейт.